# Бринсмейд (Північна Дакота)
Бринсмейд (англ. Brinsmade) — місто (англ. city) в США, в окрузі Бенсон штату Північна Дакота. Населення — 30 осіб (2020).

## Географія
Бринсмейд розташований за координатами 48°11′1″ пн. ш. 99°19′27″ зх. д. / 48.18361° пн. ш. 99.32417° зх. д. (48.183606, -99.324028).  За даними Бюро перепису населення США в 2010 році місто мало площу 0,59 км², уся площа — суходіл. В 2017 році площа становила 0,71 км², уся площа — суходіл.

## Демографія
Згідно з переписом 2010 року, у місті мешкало 35 осіб у 13 домогосподарствах у складі 8 родин. Густота населення становила 59 осіб/км².  Було 20 помешкань (34/км²).
Расовий склад населення:
| - 100,0 % — білих |

До двох чи більше рас належало 0,0 %. Частка іспаномовних становила 0,0 % від усіх жителів.
За віковим діапазоном населення розподілялося таким чином: 40,0 % — особи молодші 18 років, 57,1 % — особи у віці 18—64 років, 2,9 % — особи у віці 65 років та старші. Медіана віку мешканця становила 33,3 року. На 100 осіб жіночої статі у місті припадало 75,0 чоловіків;  на 100 жінок у віці від 18 років та старших — 90,9 чоловіків також старших 18 років.
Медіана доходів становила 52 969 доларів для чоловіків та 33 125 доларів для жінок. За межею бідності перебувало 8,6 % осіб, у тому числі 22,7 % дітей у віці до 18 років та 0,0 % осіб у віці 65 років та старших.
Цивільне працевлаштоване населення становило 38 осіб. Основні галузі зайнятості: мистецтво, розваги та відпочинок — 28,9 %, освіта, охорона здоров'я та соціальна допомога — 26,3 %, оптова торгівля — 18,4 %, фінанси, страхування та нерухомість — 10,5 %.